# NGC 438
NGC 438 est une galaxie spirale intermédiaire entourée d'un anneau et située dans la constellation du Sculpteur. NGC 438 a été découverte par l'astronome britannique John Herschel en 1834.

## Caractéristiques
Sa vitesse par rapport au fond diffus cosmologique est de 3 267 ± 18 km/s, ce qui correspond à une distance de Hubble de 48,2 ± 3,4 Mpc (∼157 millions d'al).
La classe de luminosité de NGC 438 est II et elle présente une large raie HI.